# Aleksandar
 Ovo je glavno značenje pojma Aleksandar. Za druga značenja pogledajte Aleksandar (razdvojba).
Aleksandar je muško osobno ime grčkog porijekla. Grčki Aléksandros znači "zaštitnik ljudi"(od alexein - braniti, i andros - čovjek). To ime u grčkoj mitologiji nosi sin trojanskog kralja Prijama, poznatiji kao Paris. Ime je dobio zbog svoje velike snage.

## Oblici imena, izvedena prezimena i toponimi u Hrvatskoj
Koriste se sljedeći hiporistici (nadimci ili imena odmila): Aco, Alča, Aleksa, Aleksej, Leko, Leksa, Lesandro, Lešandro, Sandro (iz talijanskog), Saša (iz ruskog).
Ženski oblik: Aleksandra. Hiporistici: Alka, Sandra (iz talijanskog), Saša (iz ruskog).
Od imena Aleksandar na hrvatskom govornom području susreću se sljedeća prezimena: Alčić, Aleksa (170.), Aleksandar, Aleksandrov, Aleksić 1750., Lika, Slavonija), Aleši, Lekić, Leko (1040, Zagreb, Slavonija), Leković,  Lesović, Lešica (prema albanskom Lesh), Šimleša (prema albanskom).
Iz imena Aleksandar u Hrvatskoj potiču imena naselja Aleksandrovac (kod Slatine, 376 stanovnika; kod Požege, 212 stanovnika) i Aleksinica (kod Gospića, 258 stanovnika).
U Hrvatskoj se pojavljuje i islamski oblik Skender.
Izvor: Hrvatski enciklopedijski rječnik.

## Oblik imena Aleksandar u raznim jezicima
- albanski Skender
- arapski Äl-Iskändär
- engleski Alexander
- francuski 'Alexandre
- mađarski Sándor
- ruski Aleksandr
- španjolski Alejandro
- talijanski Alessandro
- turski Iskender
- poljski Aleksander

Razni oblici imena, prezimena i toponimi izvedeni iz "Aleksandar" postoje u mnogim jezicima i širom Europe, islamskog svijeta i drugdje. 
Npr. prezime Alexander u Velikoj Britaniji, Alexandrescu u Rumunjskoj, Alexis u Njemačkoj i Francuskoj itd.

## Poznati ljudi imenom Aleksandar
Ime Aleksandar nosili su: makedonski car Aleksandar Veliki, osmorica papa, trojica ruskih careva, trojica škotskih kraljeva, dvojica makedonskih kraljeva, dvojica srpskih kraljeva,  po jedan bugarski, grčki, jugoslavenski i poljski kralj, te veći broj vladara nižeg ranga (kneževi, vojvode isl).

### Vladari
- Aleksandar Veliki
- Aleksandar Balas
- Aleksandar Battenburg
- Aleksandar (bizantski car)
- Aleksandar Grčki
- Aleksandar Jagelović
- Aleksandar Jaroslavič Nevski
- Aleksandar I. Karađorđević
- Aleksandar Obrenović
- Aleksandar Poljski
- Aleksandar Sever
- Aleksandar I., bugarski car
- Aleksandar I. Epirski
- Aleksandar I. Karađorđević
- Aleksandar I. Makedonski
- Aleksandar I., ruski car
- Aleksandar I. Škotski
- Aleksandar II. Epirski
- Aleksandar II. Makedonski
- Aleksandar II., car Rusije
- Aleksandar II. Škotski
- Aleksandar III., car Rusije
- Aleksandar III. Škotski
- Aleksandar IV. Makedonski

### Religijski vođe
- Aleksandar I., papa
- Aleksandar II., papa
- Aleksandar III., papa
- Aleksandar IV.
- Aleksandar V., protupapa
- Aleksandar VI.
- Aleksandar VII.
- Aleksandar VIII.

### Ostali
- Aleksandar Etolski
- Aleksandar Haleski
- Alexander Fleming
- Aleksandar Vasilevski, ministar obrane i vrhovni vojni zapovjednik Sibira 1945. godine, maršal SSSRa